# Test d'inclinaison
Le test d'inclinaison ou Tilt Test (anglais : Head up tilt test) est une procédure diagnostique couramment utilisée dans la recherche de la cause d'une syncope.
Il est particulièrement utile dans le diagnostic des syncopes vaso-vagales atypiques.

## Principes
Ce test tente de reproduire les perturbations vago-sympathiques observées au cours des syncopes vaso-vagales.
La mise en position debout entraîne une redistribution de 500 à 1 000 mL de sang de la partie supérieure du corps vers les membres inférieurs. Cette diminution du retour veineux entraîne une diminution du diamètre du ventricule gauche, ce qui provoque la sécrétion de catécholamines et, par conséquent, une augmentation de la force de contraction du muscle cardiaque (inotropisme), ainsi qu'une accélération de la fréquence cardiaque. Les fibres C myocardiques qui sont des mécanorécepteurs vont transmettre l'information au centre vasomoteur, ce qui peut déclencher, en retour, une hypertonie vagale et une inhibition du système adrénergique, modulant ce dernier.
Une réaction vagale disproportionnée, comme cela se voit dans les malaises vagaux, va provoquer un malaise (lipothymie), voire une perte de connaissance brève (syncope) par ralentissement de la fréquence cardiaque (bradycardie) et une chute de la pression artérielle par vasodilatation.

## Indications
Il permet de confirmer l'origine vagale de certaines syncopes, toutefois son apport diagnostique pour des malaises non typiquement vagaux est faible, la positivité du test étant plus un argument pour une "susceptibilité" plutôt qu'un diagnostic d'une cause. La sensibilité du test n'est pas, en outre, évaluable, du fait de l'absence de test de référence.
Il permet également de rechercher une dysautonomie marquée par une hypotension orthostatique retardée. Il peut aider à l'identification des syndromes de tachycardie orthostatique posturaux ainsi que des malaises psychogènes.
Des tests d'inclinaisons répétés ont été proposés dans un but de rééducation pour des personnes ayant des syncopes vagales. Cette technique est contraignante, parfois mal supportée (malaises à répétition) et d'une efficacité incertaine,.

## Réalisation
L'examen nécessite d'être à jeun. Le patient est allongé sur une table basculante avec un support pour les pieds. Il est sanglé empêchant la chute en cas de perte de connaissance. La pression artérielle et l'électrocardiogramme sont suivis de manière continue (par un scope par exemple).
Il débute par une période de repos strict, le patient allongé (décubitus dorsal) sur une table en position horizontale durant 10 minutes, puis la table est inclinée à 60° par rapport à l'horizontale pendant 20 à 45 minutes. Le patient est alors « semi-debout ». Le test peut être sensibilisé par l'administration de certains médicaments (par exemple, la trinitrine sublinguale).
La technique du tilt test n'est pas standardisée et elle change selon les pays. Il existe trois différences principales :
- l'angle d'inclinaison : 60° pour les français, 80° pour les américains ;
- la durée de l'examen variant entre 30 et 60 minutes, mais est arrêté en cas de survenue d'un malaise ;
- le médicament de sensibilisation est également différent selon les pays ou les équipes : trinitrine en pulvérisation sous la langue[8], Isoprénaline en injection intraveineuse[9], le premier donnant une meilleure sensibilité au test que le second[10].

## Résultats
Le résultat de ce test est considéré comme positif lorsqu'il reproduit le malaise ou la syncope avec une chute de la pression artérielle sévère (chute de la tension artérielle systolique supérieure à 60 %) associée à une baisse de la fréquence cardiaque (bradycardie) paradoxale (chute de la fréquence cardiaque inférieure à 30 % pouvant aller jusqu'à une pause prolongée mais toujours réversible). Deux tableaux sont alors décrits, suivant que la chute tensionnelle est prédominante ou la bradycardie extrême.
En cas de positivité, la table est rapidement remise à l'horizontale ce qui entraîne en règle générale une normalisation de la pression artérielle et un retour à un état de conscience normal.
Un résultat positif est en faveur d'une origine vagale au malaise. Un résultat négatif n'exclut pas complètement le diagnostic de malaise vagal, d'autant que la positivité du test n'est pas toujours reproductible ce qui rend délicat son usage pour juger de l'efficacité d'un traitement.

## Référence
1. 1 2   (en) Brignole M, Moya A, de Lange FJ et al. 2018 ESC Guidelines for the diagnosis and management of syncope, Eur Heart J, 2018;0:1–69
2. ↑  Sutton R, Brignole M, Twenty-eight years of research permit reinterpretation of tilt-testing: hypotensive susceptibility rather than diagnosis, Eur Heart J, 2014;35:2211–2212
3. ↑  Cheshire WP, Dudenkov DV, Munipalli B, Tilt table testing, JAMA, 2024;331:1494–1495
4. ↑  Thijs RD, Brignole M, Falup-Pecurariu C et al. Recommendations for tilt table testing and other provocative cardiovascular autonomic tests in conditions that may cause transient loss of consciousness, Clin Auton Res, 2021;31:369-384
5. ↑  Reybrouck T, Heidbuchel H, Van De Werf F, Ector H, Long-term follow-up results of tilt training therapy in patients with recurrent neurocardiogenic syncope, Pacing Clin Electrophysiol, 2002;25:1441–1446
6. ↑  Duygu H, Zoghi M, Turk U et al. The role of tilt training in preventing recurrent syncope in patients with vasovagal syncope: a prospective and randomized study, Pacing Clin Electrophysiol, 2008;31:592–596
7. ↑  Foglia-Manzillo G, Giada F, Gaggioli G et al. Efficacy of tilt training in the treatment of neurally mediated syncope. A randomized study, Europace, 2004;6:199–204
8. ↑  Bartoletti A, Alboni P, Ammirati Fe al. ‘The Italian Protocol‘: a simplified head-up tilt testing potentiated with oral nitroglycerin to assess patients with unexplained syncope, Europace, 2000;2:339–342
9. ↑  Morillo CA, Klein GJ, Zandri S, Yee R, Diagnostic accuracy of a low-dose isoproterenol head-up tilt protocol, Am Heart J, 1995;129:901–906
10. ↑  Forleo C, Guida P, Iacoviello M, Resta M, Monitillo F, Sorrentino S, Favale S, Head-up tilt testing for diagnosing vasovagal syncope: a meta-analysis, Int J Cardiol, 2013;168:27–35
11. ↑  Moya A, Permanyer-Miralda G, Sagrista-Sauleda J, Carne X, Rius T, Mont L, Soler-Soler J, Limitations of head-up tilt test for evaluating the efficacy of therapeutic interventions in patients with vasovagal syncope: results of a controlled study of etilefrine versus placebo, J Am Coll Cardiol, 1995;25:65–69